# Fouta-Djalon
Pour les articles homonymes, voir Jaloo (homonymie).

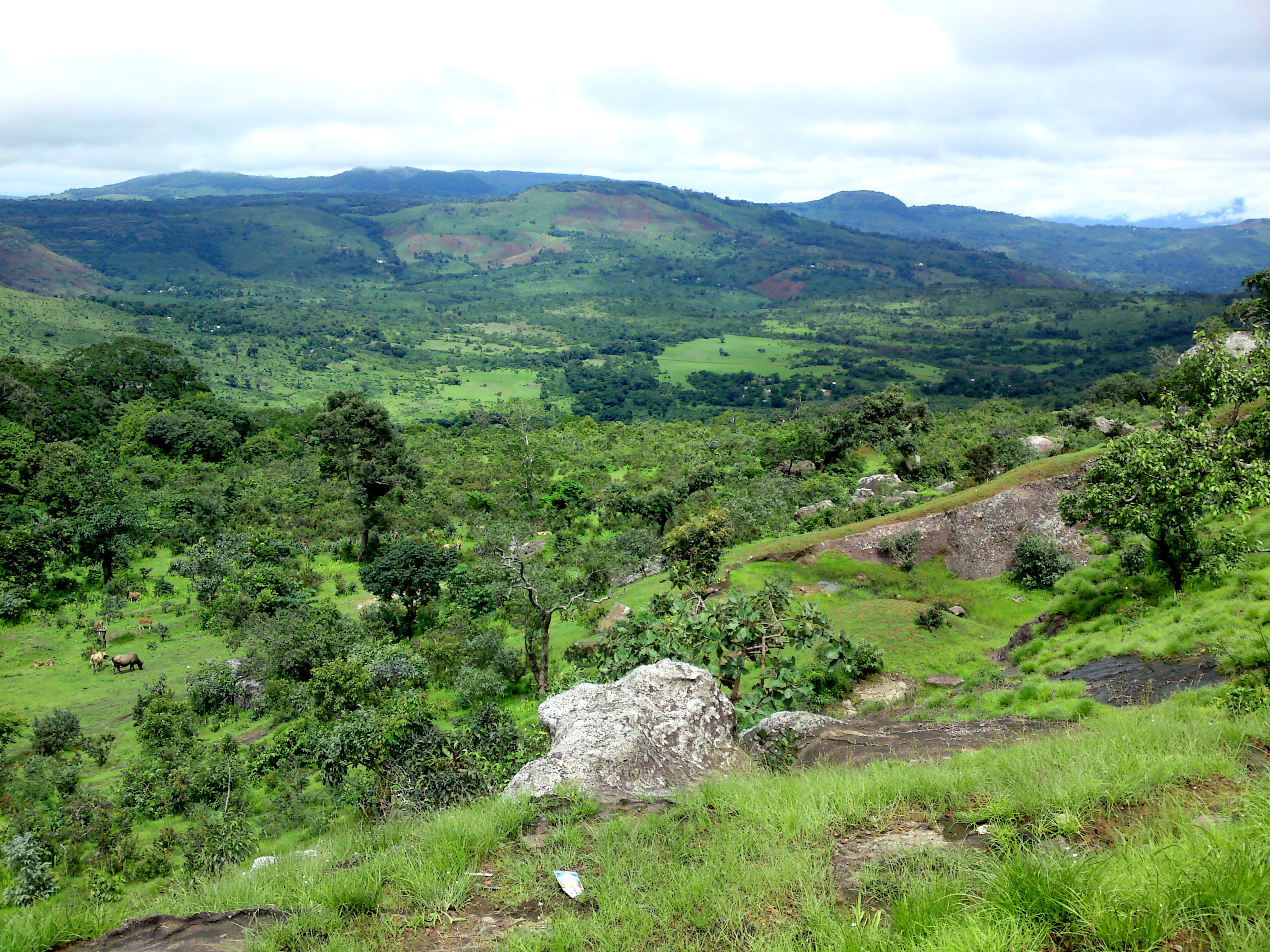
Montagnes de la région.

Le Fouta-Djalon est un massif montagneux en Guinée, principalement habité par des Peuls. Un puissant État théocratique musulman s'y implanta au XVIIIe siècle, l'imamat du Fouta-Djalon (1725-1896/1912).

## Géographie

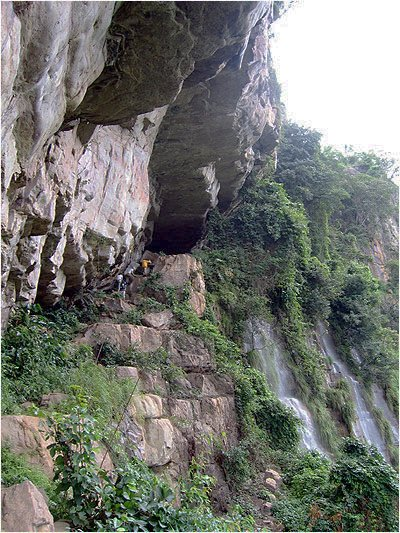
Étroit sentier longeant les surplombs du canyon.

Le territoire du Fouta-Djalon est constitué de savanes arborées, forêts ouvertes, forêts galeries et vastes plaines, sillonné de nombreux cours d'eau dont l'action millénaire est à l'origine de grandes falaises et de nombreuses chutes d'eau.
Surnommé « le château d'eau de l'Afrique de l'Ouest », d'importants cours d'eau de la région y trouvent leur source : le Tinkisso (affluent du Niger), le Sénégal, le Gambie, le Rio Corubal, le Rio Geba, le Kogon.
Avec une superficie de 81 952 km2 et une altitude moyenne de 1 000 m, cette région de plaines et collines culmine au mont Loura (1 515 m). L'érosion a creusé des gorges profondes et des vallées dans l'épaisse couche de grès qui recouvre la roche granitique du sous-sol.
Les températures varient considérablement selon le lieu et les périodes :
- décembre - janvier (saison sèche) max. 30 °C min. 05 °C ;
- février - mai (saison sèche) max. 36 °C min. 20 °C ;
- juin - octobre (saison humide) max. 32 °C min. 16 °C ;
- octobre - novembre (fin des pluies) max. 32 °C min. 18 °C.

Cette zone est particulièrement favorable à la production de fruits (mangues, agrumes, papayes, avocats, bananes, goyaves) et plusieurs autres productions potagères. Dans l'ensemble des terres cultivables sont produits le fonio, le riz, la pomme de terre, l'oignon et l'arachide.
Labé est la plus grande ville de la région, les autres villes sont : Pita, Mamou, Dalaba, Tougué, Koubia, Lélouma, Mali, Télimélé, Koundara, Dinguiraye, Dabola, et Gaoual.

## Histoire

### La révolution musulmane duXVIIIesiècle
L'histoire du Fouta-Djalon, comme celle du royaume de Dahomey ou de l'empire ashanti, ne peut se comprendre en dehors du contexte global de la traite négrière qui dominait l'économie de la côte atlantique. Au XVIe siècle, l'essor du commerce atlantique provoqua un mouvement de population vers la côte et vers la forêt de différents peuples qui souhaitaient profiter de la nouvelle voie commerciale ouverte par les Européens.
Les riches pâturages avaient en outre attiré les pasteurs peuls, arrivés à partir du XVe siècle avec un important cheptel, faisant du pays une région très prospère. L'intégration au commerce atlantique provoqua une profonde transformation économique, politique et sociale qui est à l'origine de la révolution musulmane du début du XVIIIe siècle.

#### Causes et caractère de la révolution musulmane
La « révolution musulmane » a trop souvent été présentée comme étant le fruit d'un simple « conflit ethnique ».
Au XVIIe siècle, les Peuls étaient sans doute devenus le groupe social le plus riche et le plus puissant du pays grâce à l'accroissement considérable de la population peule dû aux migrations en provenance de diverses régions (Boundou, Fouta-Toro, Macina, Sahel), à l'expansion du commerce atlantique (exportation de bétail et de cuir à destination de l'Europe et de l'Amérique) et à l'apparition de l'islam militant[pas clair] en tant que nouvelle idéologie politique.
La révolution musulmane au Fouta-Djalon, comme au Boundou, fut avant tout une réaction populaire contre la traite esclavagiste.
Les dirigeants de la révolution musulmane ne venaient pas tous du Macina, mais aussi du Fouta-Toro et du Boundou où ils avaient des liens (y compris familiaux) avec le mouvement maraboutique de Nasr ad-Din fondé à la fin du XVIe siècle. À ce titre, le Boundou servait de relais entre le Fouta-Toro vaincu et le Fouta-Djalon vainqueur.
Dans le contexte de chasse à l'homme à grande échelle organisée par le royaume de Kaabu, la révolution musulmane du Fouta-Djalon, soutenue tant par les Peuls que par les Mandé et les Diakhankés, avait pour premier objectif d'assurer la sécurité des musulmans, et ce quelle que soit leur ethnie. Ce mouvement au début était dirigé par douze marabouts peuls et dix marabouts diakhankés. L'alliance avec les Dioulas et les Diakhankés fut favorisée par le fait que ces peuples adhéraient eux aussi à l'islam. Ces commerçants étaient également intéressés par l'idée de créer un pays unifié en lieu et place des petites chefferies dialonkés qui étaient incapables de protéger les habitants contre les esclavagistes.
Le mouvement se heurta en revanche à l'opposition des Dialonkés et des Peuls non-musulmans (Peuls « de brousse » nomades, contrairement aux Peuls sédentaires du Fouta-Djalon).

#### Le djihad peul sous Karamoko Alpha (1725-1751)
En 1725, le savant musulman Karamoko Alpha Barry, à la tête d'une coalition multiethnique à majorité peule, gagne la bataille de Talansan. Les chefs dialonkés sont repoussés vers la côte de la future Guinée. Karamoko Alpha Barry prend le titre d'almamy (étymologiquement : imam, guide des croyants) et fonde la confédération du Fouta-Djalon, un État théocratique féodal qui s'appuie à la fois sur les traditions peules, les pratiques esclavagistes et sur les principes de l'islam.
La confédération est divisée en neuf provinces ou diwe (sing. diwal) : Labé, Bhouria, Timbi, Timbo, Kébali, Kolladé, Koïn, Fougoumba et Fodé Hadji. Les chefs portent le titre d'alfa, chacun recevant la charge du territoire qu'il avait libéré au cours de la guerre sainte. Ainsi, Karamoko Alpha mo Timbo était non seulement almamy de la confédération, mais aussi alfa du diwal de Timbo, la capitale. Le pouvoir de l'almamy était limité non seulement par la grande autonomie des différentes provinces, mais aussi par un conseil des anciens qui se réunissait à Fugumba (capitale religieuse) et jouait le rôle de parlement.
La conversion à l'islam rencontra une farouche résistance notamment de la part des pasteurs Peuls nomades, qui considéraient l'islam comme une façon de les contraindre à la sédentarisation et de les contrôler politiquement et économiquement.

#### Alpha Ibrahima Sori Maoudo (1751-1791)
Après la mort de Karamoko Alpha vers 1751, le titre d'almamy revint à Ibrahima Sory Mawdo dit Mawdo (le Grand), qui mena une politique militaire agressive envers les peuples voisins, en alliance avec le royaume jalonké du Solimana. Cette guerre se faisait à nouveau au nom du djihad, mais avait désormais clairement pour but d'asservir les peuples voisins au profit de l'aristocratie, et de vendre aux marchands européens et arabo-musulmans, dont la demande était croissante.
Ainsi, le Fouta-Djalon, qui s'était constitué en réaction aux conséquences désastreuses de la chasse à l'homme à grande échelle, finit par lui-même participer à ce commerce.
L'alliance du Fouta-Djalon et du Solimana fut défaite en 1762 par Kondé Bourama, roi du Sankaran. Le Solimana quitta alors l'alliance et en 1762, le Sankaran occupait Timbo, capitale politique du Fouta-Djalon. Un sursaut stoppa l'armée du Sankaran devant les portes de Fougoumba (capitale religieuse), et permit finalement non seulement de repousser le Sankaran en 1776, mais aussi d'imposer la domination du Fouta-Djalon sur les plaines à l'Est. Cette victoire consolida définitivement l'autorité de l'almamy Sori Maoudo et celle de la faction militariste des Soriya.

#### Le partage des pouvoirs après Sori Maoudo
La mort de Sori Maoudo en 1791 ouvrit une période d'anarchie. Son fils Sadou fut assassiné par les partisans de la faction maraboutique des Alfaya regroupée autour de Abdoullaï Bademba, fils de Karamokho Alfa. On adopta alors un système d'alternance entre les deux familles Alfaya et Soriya, qui demeura en vigueur jusqu'au XXe siècle.
Cette alternance, similaire à celle en vigueur dans les royaumes sebbe, affaiblit considérablement le pouvoir central par rapport aux chefs de province, et permit au Conseil des anciens (chargé de faire respecter la charia) de contrôler le pouvoir de l'almamy. L'organisation de l'État constituera un exemple de décentralisation à base de laquelle se trouvaient les « conseils de village » élisant leurs représentants avec consultation directe, qui devenaient alors membres du Conseil des anciens.

#### La consolidation de l'aristocratie et la mise en place d'un système esclavagiste
Le royaume du Fouta-Djalon put maintenir son indépendance et même agrandir ses frontières jusqu'à la colonisation européenne. Mais le régime perdit son caractère révolutionnaire car le parti maraboutique, une fois assurée la sécurité des musulmans au Fouta-Djalon, se transforma en une aristocratie religieuse et militaire, qui participa activement à la traite esclavagiste en utilisant le jihad pour réduire en esclavage les païens vivant en-dehors du Fouta-Djalon à destination du monde arabo-musulman.
À partir du XVIIIe siècle, les Européens cessèrent en effet d'acheter de l'or, de l'ivoire et du cuir, et n'étaient plus intéressés par aucune autre marchandise africaine que les esclaves. Le commerce des esclaves et l'organisation de caravanes vers la côte devinrent monopole de l'État. Le Fouta-Djalon, vu sa position centrale entre la côte et le Royaume bambara de Ségou (actuel Mali), échangeait également sur la côte les esclaves capturés dans la savane et la forêt contre des marchandises venues d'Europe (notamment le sel, nécessaire à l'élevage intensif). Cela amena au Fouta-Djalon un nombre énorme d'esclaves de toutes origines.
Le Fouta-Djalon lui-même commença à faire grand usage d'esclaves dans son économie. Les esclaves travaillaient aux champs pour satisfaire les besoins en nourriture de leurs maitres africains mais aussi la demande en céréales des navires négriers (pour la nourriture des esclaves pendant la traversée).
En tout état de cause, s'il est vrai que les Peuls y étaient dominants, il s'agissait d'une société multiethnique esclavagiste divisée en classes sociales.

### L'intégration autour des Peuls auXVIIIesiècle
À la fin du XVIIIe siècle, la capitale religieuse de l’État théocratique du Fouta-Djalon est Fougoumba, où est intronisé l’Almamy (du mot arabe imam), qui gouverne dans la capitale politique, Timbo, assisté du « Conseil des Anciens ». L’élément peul domine, dans un État multiethnique. La société est fortement hiérarchisée et inégalitaire, le clivage fondamental se situant entre musulmans et non-musulmans et la discrimination des uns sur les autres.
Au sommet, se trouve l’aristocratie militaire et la classe maraboutique (lasli), puis viennent les hommes libres musulmans (rimbé).
En bas de l'échelle des hommes libres se trouvaient les « Peuls de brousse », convertis tardivement à l'islam après le djihad ; ils travaillaient eux-mêmes la terre et leur bétail, tâche considérée comme impure par l'aristocratie, et étaient exploités par le reste des citoyens libres sous forme d'impôts et corvées.
Les serviteurs et esclaves, presque toujours non-musulmans (mattioubé), originaires d'un très grand nombre de pays et d'ethnies, étaient parqués dans des villages de culture (roundé), exploités au profit de l’[aristocratie des Peuls. Plusieurs révoltes d'esclaves se produisirent d'ailleurs dans le pays contre l'Islam à la fin du XVIIIe siècle.
Comme dans les sociétés de l'Europe antique, l'esclavage libéra l'aristocratie du travail manuel et permit une véritable révolution culturelle. La classe maraboutique se consacra tout entière à l'enseignement, implantait des écoles dans tout le pays, traduisait le Coran en langue peule afin qu'il soit plus facilement accessible à l'ensemble du peuple. On vit également apparaître une riche et abondante littérature en langue peule. Contrairement aux États maliens où, à cette époque, l'islam était demeuré la religion de l'élite, l'islam se répandit largement dans la population du Fouta-Djalon.
La prospérité économique et une relative stabilité politique favorisaient la cohabitation entre diverses ethnies. Le brassage des populations, l’adhésion forcée ou pas à l’islam et aux valeurs des Peuls favoriseront l’intégration qui aboutira à une homogénéisation ethnique.
De plus, l'interdiction formelle de réduire un musulman en esclavage garantit également une grande stabilité interne, contrastant fortement avec l'anarchie, la violence et le dépeuplement qui avait cours partout ailleurs du fait de la chasse à l'homme esclavagiste à grande échelle – c'est ce qui explique encore à l'heure actuelle la très forte densité de population au Fouta-Djalon alors que la zone est pourtant relativement pauvre en ressources naturelles.
Finalement, ce système inspira un grand nombre de révolutions musulmanes en Afrique de l'Ouest dans la période qui suivit, comme celle du royaume du Fouta-Toro de la fin du XVIIIe siècle.

### La «guerre sainte» duXIXesièclecontre la colonisation française
Au cours du XIXe siècle, les Peuls du Fouta-Djalon mèneront des opérations de résistance pour se protéger contre les attaques venant des régions voisines.
La colonisation française commença en 1838 en Guinée. Dès 1850, les Français fondent un protectorat des rivières du Sud, rattaché au Sénégal. La colonisation s'était heurtée à une très forte résistance, en particulier chez les Peuls du Fouta-Djalon, les Coniaguis et les Guerzés. Sous l'autorité française se développa une élite citadine commerçante qui adopta culture et langue françaises.
Profitant de la division sur la succession au trône, l'armée française, sous le commandement d'Alfred Dodds, occupent la capitale Timbo et le dernier almamy du Fouta indépendant, Bokar Biro, est vaincu à la bataille de Porédaka en 1896. Les chefs du Fouta qui avaient assisté les Français, seront soit assassinés (Alpha Ibrahima Sori Yilili), soit envoyés en exil (Alpha Yaya).

### Renforcement de la colonisation française auXXesiècle
En 1897, les Français installent un almamy au Fouta-Djalon avant de démembrer la République théocratique. Le Fouta est intégré dans sa majorité à la nouvelle colonie des Rivières-du-Sud qui deviendra la Guinée française, englobée, deux ans plus tard, dans le gouvernement général de l'Afrique-Occidentale française. Une partie est occupée par la Grande-Bretagne en Sierra Leone et les Portugais s'empareront du Gabou en Guinée-Bissau. La France impose une dure occupation militaire et instaure un système de travaux forcés parfois considéré comme une forme d'esclavage.
Le Fouta-Djalon fut un centre de culture théologique peul. Les grands poètes-théologues sont Thierno Samba Mombéya, Thierno Saadou Dalen, Thierno Aliou Bhoubha Ndian et Thierno Diawo Pellel. Ils sont considérés comme d'illustres personnalités issues de la noblesse du Fouta et prêchant le bon exemple (le Peul savant et pieux, fervent dans la religion).

### Les exilés de la période Sékou Touré
Près d'un million de réfugiés guinéens vivent au Sénégal et en Côte d'Ivoire. Beaucoup d'originaires du Fouta Djallon s'exilent dès les années 1950 au Sénégal, où ils tiennent des petits métiers : commerce de charbon de bois, vente ambulatoire de cigarettes, petits étals de quartier, taxis.
Le pays accède à l'indépendance en 1958, deux ans avant le reste de l'Afrique francophone. Dans les années 1960, en conséquence de la fermeté de Sékou Touré vis-à-vis de la France et son souhait d'abandonner le franc CFA, l'ancienne puissance coloniale organise des maquis « pour qu’ils développent un climat d’insécurité en Guinée et, si possible, qu’ils renversent Sékou Touré », selon les mots de Maurice Robert, chef du secteur Afrique au service de documentation extérieure et de contre-espionnage (SDECE) de 1958 à 1968, notamment grâce à l'opération Persil.
La répression qui s'abat sur les enseignants fin 1961 amène les étudiants et les cadres à émigrer pour devenir enseignants, quelquefois fonctionnaires et le plus souvent chômeurs à Dakar, Bamako, Abidjan, Monrovia ou Freetown. En 1964-1965, c'est au tour des commerçants de s'exiler, ce qui entraîne des pénuries. Pour échapper aux réquisitions en nature, les paysans des savanes brûlent cases et récoltes, pour fuir vers les pays voisins avec leur bétail. À la fin des années 1960, la croissance ralentit au Sénégal et s'accélère en Côte d'Ivoire, où les travailleurs guinéens remplacent ceux du Burkina Faso et qui regroupe alors la plus grande communauté scolaire guinéenne à l'étranger, plus de 5 000 personnes, soutenus par le gouvernement ivoirien. Le 27 août 1977 voit la révolte des marchandes du marché de madina, contre la police économique du régime pour appliquer la loi restreignant le commerce.

### Les flux migratoires et les massacres des années 2000
Dans les années 2000, la Guinée est confrontée à l'afflux de plusieurs centaines de milliers de réfugiés venus du Liberia et de Sierra Leone, alors que le dictateur Lansana Conté, successeur de Sékou Touré, s'accroche au pouvoir, malgré une contestation sociale débouchant sur la grève générale en Guinée de 2007, menée par Rabiatou Serah Diallo.
À partir de 2004, Cellou Dalein Diallo, originaire de Labé, dans la région du Fouta-Djalon, occupe le poste Premier ministre laissé vacant pendant huit mois à la suite du départ en exil de François Lonseny Fall. Il participe activement à la mise en place du système de Lansana Conté qu'il a servi fidèlement plus de 11 ans dans différents gouvernements. La nomination de Cellou Dalein, un Peul, au poste de premier ministre était toute la preuve de fidélité et de confiance que le vieux général lui portait. Vu la crise qui existait dans le pays, il fut utilisé pour avoir l'aide des riches commerçants peuls, de la même ethnie que lui. Mais la guerre des clans au palais présidentiel finira par avoir raison une fois de plus de Cellou Dalein. Le 5 avril 2006, à la suite de la diffusion de décrets de remaniement ministériel, Elhadj Fodé Bangoura homme de main et puissant secrétaire général à la présidence, obtient du président Lansana Conté son départ.
Il est blessé lors des viols et des massacres du 28 septembre 2009, pendant lequel les militaires assassinent 156 personnes, tandis qu'au moins 109 jeunes femmes ou jeunes filles ont été victimes de viols et de mutilations sexuelles. Ce drame affaiblit le régime en place mais sans le faire chuter.
Cellou Dalein Diallo est candidat à l'élection présidentielle de l'année suivante, obtenant 43,69 % des voix, devant Alpha Condé. Il s'incline cependant au second tour avec 47,48 % des voix. Après les violences de 2009, le nombre d'exilés, souvent originaire de l'ethnie des peuls et du Fouta-Djalon, continue à croître, près de 5 000 d'entre eux formant la communauté des Peuls de New York, aux États-Unis.

## Culture

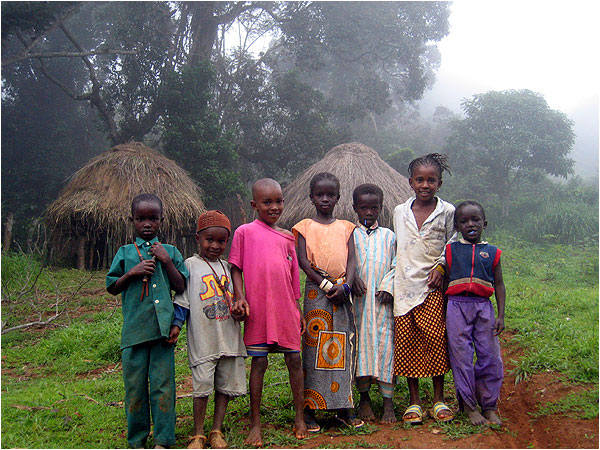
Enfants peuls de Doucky.

Dans le Fouta-Djalon, comme dans la plupart des régions africaines, la notion de famille désigne soit tous ceux qui vivent, groupés ou non, sous l’autorité d’une même personne avec qui ils se reconnaissent un lien de parenté, soit la cellule sociale formée par les conjoints et leurs descendants, soit parfois un ensemble de personnes dont les ancêtres avaient une forte alliance de par leur voisinage ou des intérêts communs.
On distingue au Fouta-Djalon le parentage et le ménage polygyne.

### Le parentage
Le parentage inclut les descendants d’un même aïeul, qui reconnaissent l’autorité ou la prééminence d’un patriarche. En pular, le groupement se nomme gorol, « lignée masculine », ou encore « ensemble des parents » musidal, « ceux qui sont issus d’une même porte » : ɓe dambugal gootal. Le chef de ce groupement est le hoore gorol : tête de lignée masculine, mawdo musidal, ancien du parentage.
Il serait souvent inexact de le considérer comme un chef : quand autorité il y a, ses manifestations sont intermittentes. Il s’agit plutôt d’un président du conseil de famille. Ce parentage peut être plus ou moins étendu : comprendre seulement les descendants d’un même grand-père, surtout chez les familles pauvres ou s’étendre aux descendants d’un ancêtre antérieur de cinq, six générations ou plus dans les groupes aristocratiques, où les liens généalogiques sont conservés avec plus de soin et les pouvoirs familiaux du Patriarche se doublent d’attributions politiques.

### Le ménage polygyne
Le ménage polygyne, ou famille réduite, réunit l’homme, ses épouses et concubines, enfants, serviteurs agricoles, domestiques. On nomme ce groupement bheygoûré, ou « acquisition personnelle ». Ce sont les êtres que l’homme a acquis lui-même, qui s’ajoutent à lui, dépendent de lui, lui appartiennent et lui obéissent : on dit encore qu’ils sont « sous ses pieds » (Ley koydhé makko). L’habitation de ce groupe est le gallé, ou enclos, à l’intérieur duquel il est réparti en plusieurs huttes (soûdou). Il peut y avoir plusieurs enclos : l’un près de la mosquée paroissiale (misiidé) l’autre au hameau de cultures (marga) un troisième au hameau des serviteurs (roundé). Le chef de famille est le jom gallé, maître d’enclos, ou jom hoggo. Après une période d’attente qui va de la puberté au mariage, les fils fondent, avec l’aide de leur père, un nouveau gallé où seront logés l’épouse, une servante, et quelques têtes de bétail. Les gallé, essaimés du gallé paternel formeront un même parentage (dambugal). L’assemblée des jom gallé se réunira sous la présidence de « l’Ancien », aîné de ce parentage. La cellule sociale réelle tend à être de plus en plus le ménage polygyne, au détriment du parentage patriarcal : ceci est dû à la dislocation sociale causée par la colonisation. D’autre part, il ne paraît pas que le Patriarche ait jamais eu, chez les Peuls du Fouta Djallon, une autorité égale à celle du Patriarche chez les sédentaires cultivateurs, chez les Mandingues, par exemple.

### Droits et obligations du chef de groupe
Le terme « chef de groupe » est un terme trop fort pour désigner ce doyen des anciens, président du conseil de famille, qu’est le Mawdho musidal (ou, absolument : mawdho). En fait, l’organisation du parentage est beaucoup plus parlementaire que monarchique : ce sont les Anciens qui gouvernent, non le Patriarche ; on entend dire souvent : « nos anciens ont décidé ceci », - à propos des événements familiaux : baptêmes, mariages, successions, ou des décisions concernant cultures et troupeaux ; on entend dire beaucoup moins : notre ancien. La vie familiale peule, comme la vie politique, s’écoulait dans une atmosphère de palabres (réunions : pottal). Nous reviendrons sur les droits et devoirs du Mawdho, dans les sections relatives au mariage et surtout à la propriété. Nous verrons ici les obligations du parentage envers l’Ancien.

## Dans la fiction et la musique
- L'action du roman Le Roi de Kahel de Tierno Monénembo se déroule dans le Fouta-Djalon.
- Koffi Olomidé y rend hommage en 1996 dans une chanson intitulée Fouta Djallon figurant dans l'album V12.